# Otto Tellmann
Otto Tellmann (* 22. Mai 1927 in Agnita; † 10. Januar 2013 in Deutschland) war ein rumänischer Handballspieler und -trainer.
Tellmann spielte ab 1945 in Agnetheln Handball. 1949 schloss er sich dem Armeeklub CCA an, der sich später in Steaua Bukarest umbenannte. Hier spielte Tellmann anfangs im Tor und wurde aufgrund der großen Konkurrenz Feldspieler. Mit dem Armeeklub gewann er mehrfach die Landesmeisterschaft. Ab 1957 gehörte Tellmann dem Kader der rumänischen Nationalmannschaft an, mit der er 1961 die Weltmeisterschaft gewann.
Tellmann übernahm nach seinem Karriereende das Traineramt von Voinţa Bukarest. Als er mit Voinţa ein renommiertes Turnier für Bukarester Vereine gewann, wurde er von  Steaua verpflichtet. Anfangs betreute Tellmann gemeinsam mit Olimpiu Nodea die Mannschaft. Nachdem Nodea seine Trainertätigkeit beendete, trainierte er für zwei Jahre alleine die Mannschaft. Als der Spieler Cornel Oțelea seine aktive Karriere beendete, übernahm dieser das Traineramt von Steaua.
1985 kehrte Tellmann nach einem Besuch in Deutschland nicht wieder nach Rumänien zurück. Anfangs trainierte er eine Damenmannschaft in Nürnberg. Zwischen 1986 und 2002 betreute Tellmann die Herren- und Jugendmannschaften vom TV Bötzingen. Er verstarb am 10. Januar 2013 und wurde in Fürth beerdigt.